# Tempe
Tempe település az Amerikai Egyesült Államok Arizona államában, Maricopa megyében. Lakosainak száma 180 587 fő (2020. április 1.).

## Népesség
A település népességének változása:

| 2010 | 161 719 |
| 2020 | 180 587 |